# Боговъплъщение
Боговъплъщението или въплъщението в богословието представлява приемането на човешка плът от страна на божество или друго висше духовно (свръхестествено) създание. В контекста на християнството боговъплъщението представлява въплъщението на второто лице на Светата Троица — Синът Божи. То има важно място в сотериологичната религиозна доктрина.